# Liste der denkmalgeschützten Objekte in Hartl
Die Liste der denkmalgeschützten Objekte in Hartl enthält die 4 denkmalgeschützten, unbeweglichen Objekte der Gemeinde Hartl.

## Denkmäler
| Foto |                 | Denkmal                                                                         | Standort                                            | Beschreibung                                           | Metadaten |
| ---- | --------------- | ------------------------------------------------------------------------------- | --------------------------------------------------- | ------------------------------------------------------ | --- |
| ja   | Datei hochladen | Kath. Wallfahrtskirche zur Schmerzhaften Maria HERIS-ID: 68693 Objekt-ID: 81727 | Auffen Standort KG: Neusiedl                        | Der halbrunde Bau mit einem Turm wurde 1718 errichtet. | BDA-Hist.: Q38120391 Status: § 2a Stand der BDA-Liste: 2025-06-30 Name: Kath. Wallfahrtskirche zur Schmerzhaften Maria GstNr.: .22 Kirche Schmerzhafte Mutter, Auffen |
| ja   | Datei hochladen | Ortskapelle HERIS-ID: 68705 Objekt-ID: 81739                                    | neben Neusiedl 4 Standort KG: Neusiedl              |                                                        | BDA-Hist.: Q38120412 Status: § 2a Stand der BDA-Liste: 2025-06-30 Name: Ortskapelle GstNr.: .30                                                                       |
| ja   | Datei hochladen | Ortskapelle Maria Schutz HERIS-ID: 70175 Objekt-ID: 83285                       | neben Obertiefenbach 14 Standort KG: Obertiefenbach |                                                        | BDA-Hist.: Q38124262 Status: § 2a Stand der BDA-Liste: 2025-06-30 Name: Ortskapelle Maria Schutz GstNr.: 1111                                                         |
| BW   | Datei hochladen | Hügelgräber im Hochwald HERIS-ID: 58680 Objekt-ID: 69452                        | Hofwald Standort KG: Untertiefenbach                |                                                        | BDA-Hist.: Q38084378 Status: Bescheid Stand der BDA-Liste: 2025-06-30 Name: Hügelgräber im Hochwald GstNr.: 27/1, 116                                                 |